# Bellcaire d’Urgell
Bellcaire d’Urgell ist eine katalanische Gemeinde (municipio) mit 1.228 Einwohnern (Stand: 2024) in der Provinz Lleida im Nordosten Spaniens. Sie liegt in der Comarca Noguera. Neben dem Hauptort Bellcaire d’Urgell besteht die Gemeinde aus der Ortschaft El Pedrís.

## Geographische Lage
Bellcaire d’Urgell liegt etwa 25 Kilometer nordöstlich von Lleida in einer Höhe von ca. 265 m. 

## Bevölkerungsentwicklung
| Jahr      | 1970 | 1981 | 1991 | 2001 | 2011 | 2021 |
| Einwohner | 1691 | 1596 | 1425 | 1294 | 1356 | 1225 |

## Sehenswürdigkeiten
- Marienkirche in Bellcaire d’Urgell
- Peterskirche in El Pedrís

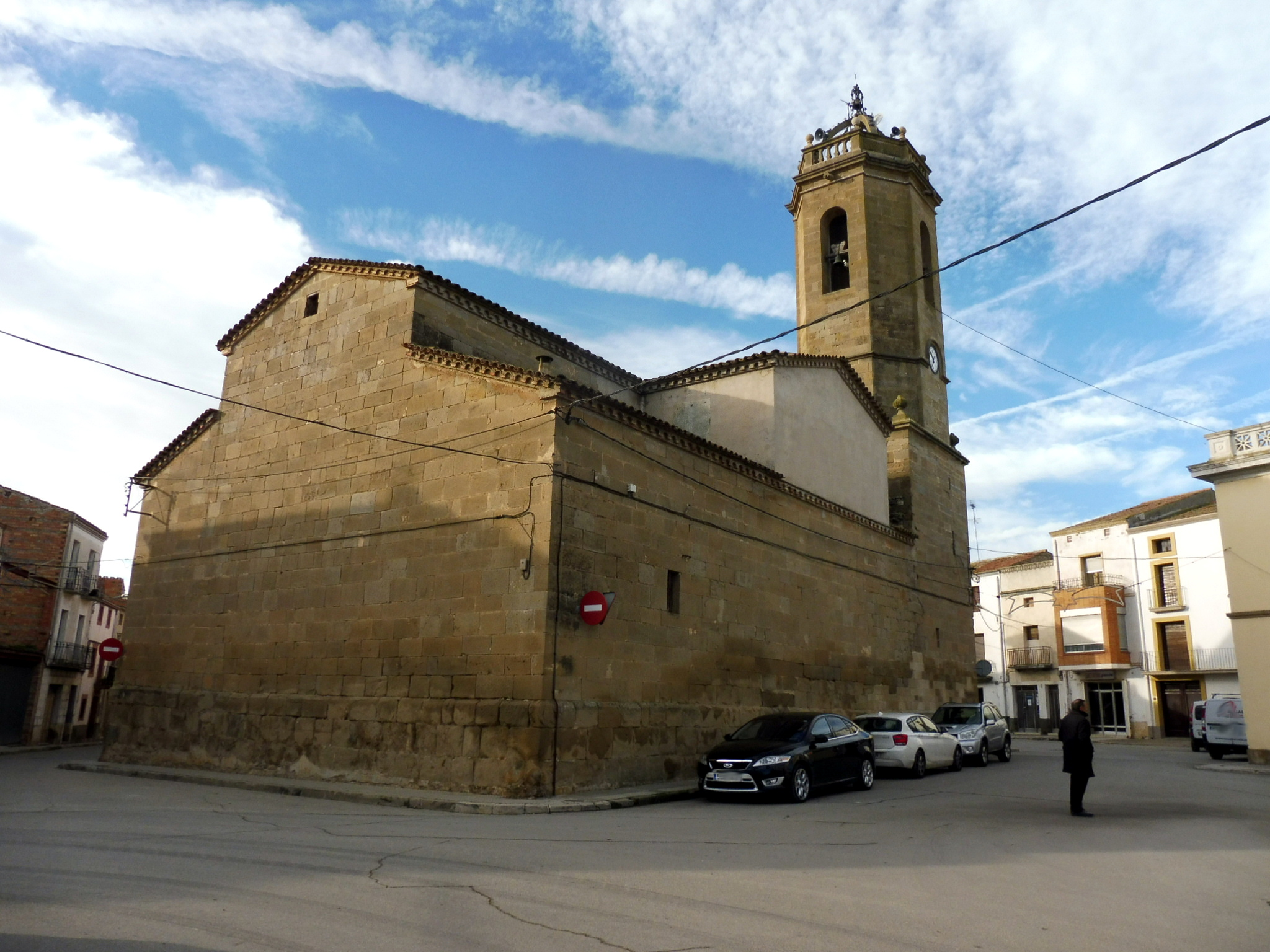
Marienkirche
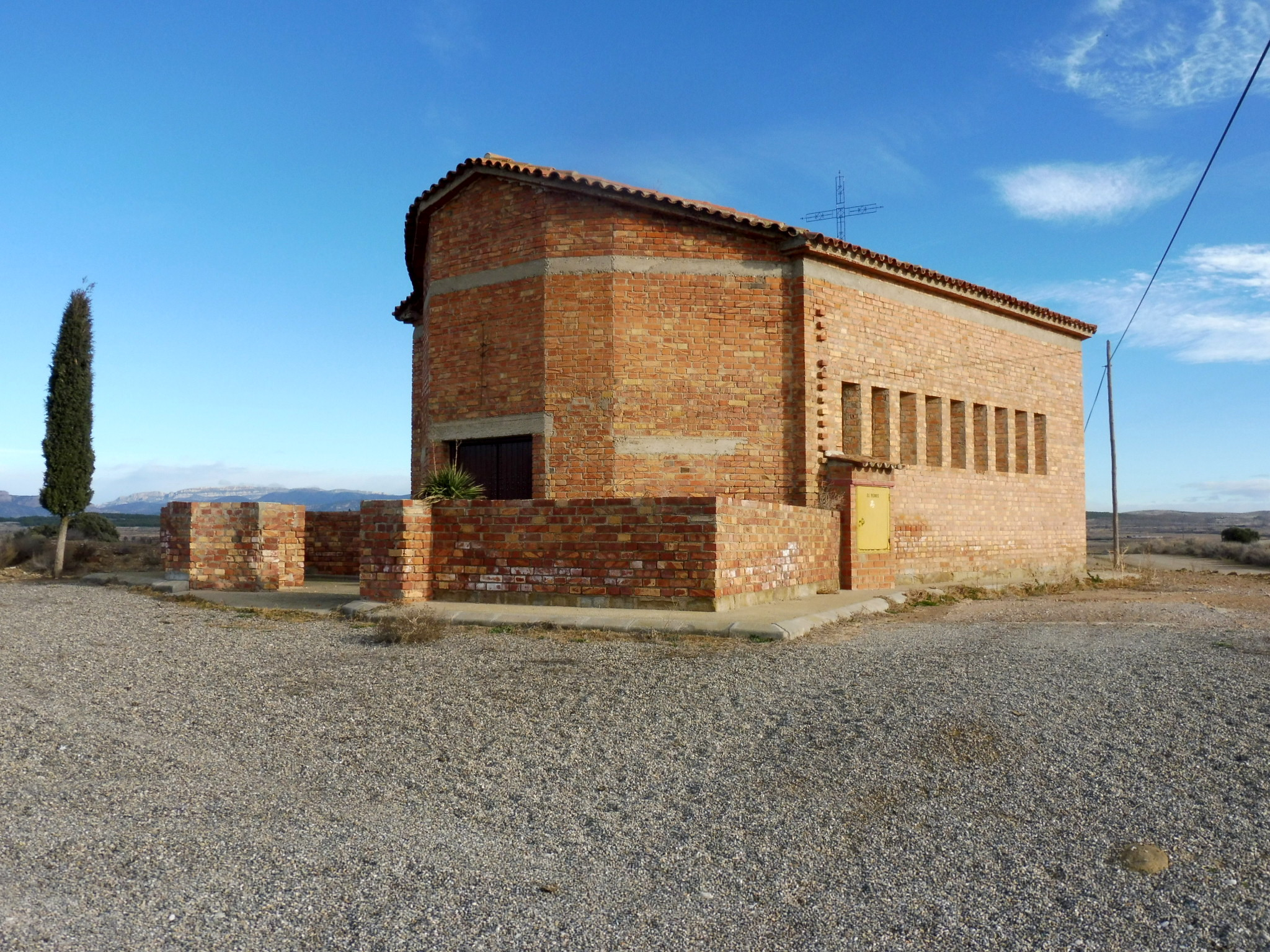
Peterskirche
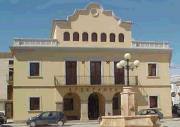
Rathaus